# Culture en Meurthe-et-Moselle
La culture en Meurthe-et-Moselle désigne les principaux aspects d'ordre culturel dans le département français de Meurthe-et-Moselle de la région Grand Est.

## Spectacle vivant

### Salles de spectacle
- Théâtre Gérard-Philipe à Frouard

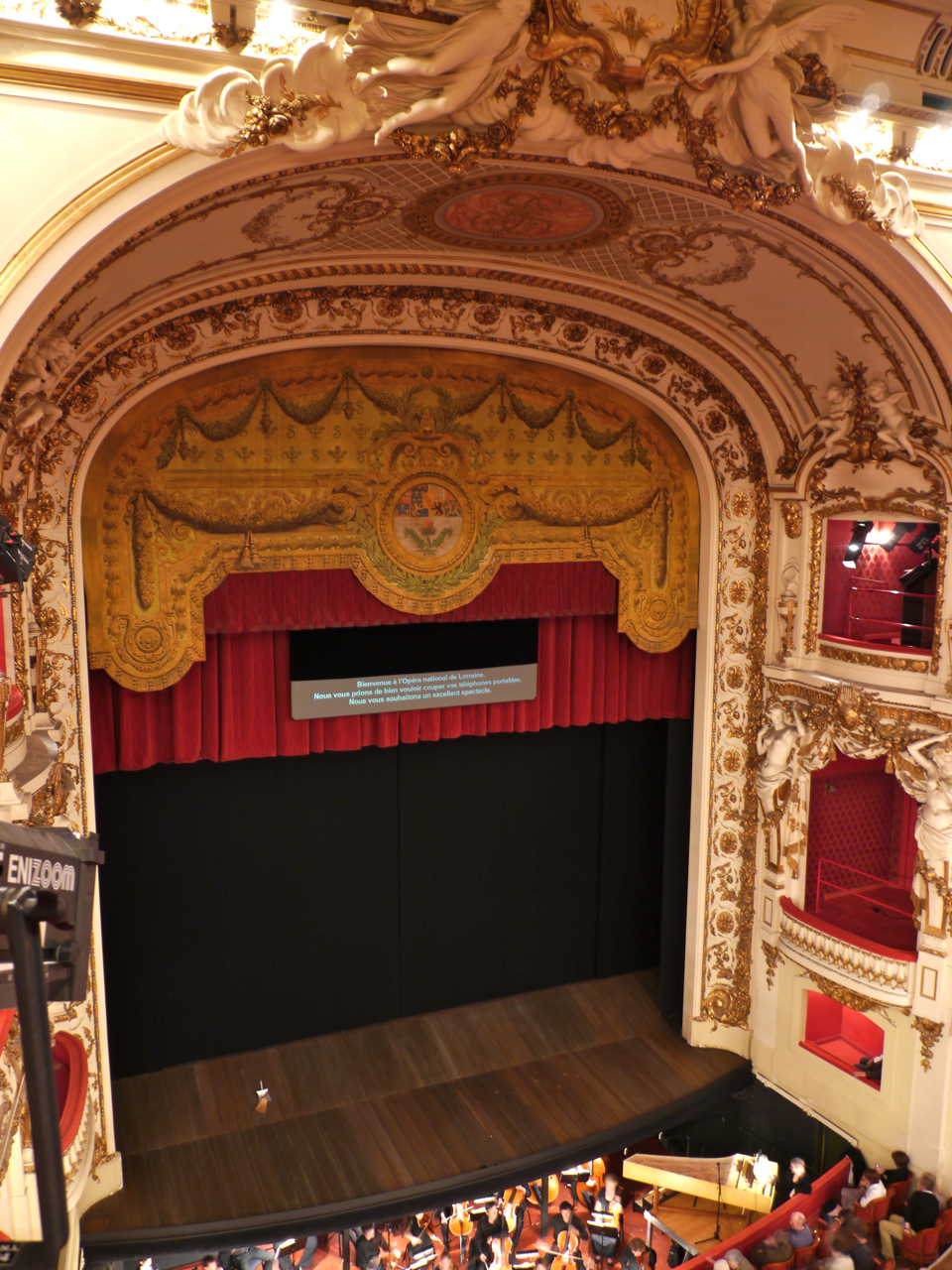
Opéra de Nancy

- Théâtre de Lunéville - La Méridienne
- Espace Chaudeau à Ludres

et tous ceux de Nancy : 
- Opéra national de Lorraine
- Ensemble Poirel
- Théâtre de la Manufacture
- Palais des congrès de Nancy
- Zénith de Nancy
- L'Autre Canal

### Festivals

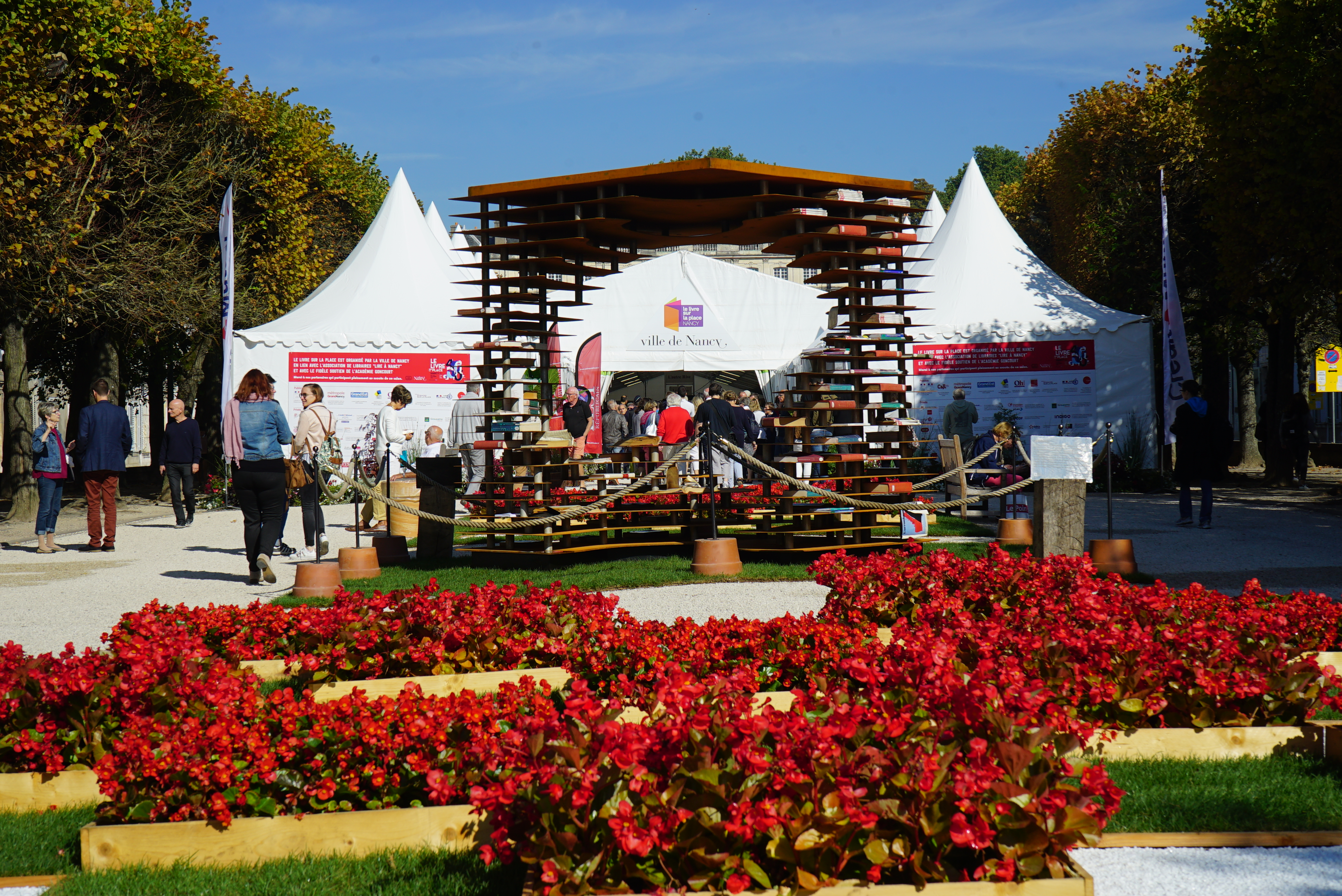
Le Livre sur la Place

Festivals de renommée nationale ou internationale en Meurthe-et-Moselle :
- Festival de Froville organise chaque été des concerts de musique sacrée et baroque[1].
- Festi-Live devenu Là-haut sur la colline
- Le Jardin du Michel à Bulligny consacré aux musiques actuelles
- Festival du film italien de Villerupt créé en 1976.
- Festival international du film documentaire sur la ruralité de Ville-sur-Yron créé en 1999.
- Festival International de Chant Choral à Nancy[2]

et les festivals de Nancy :
- Anim'Est
- Livre sur la place
- Nancy Jazz Pulsations
- Nancyphonies
- Festival Michtô
- Théâtre universitaire de Nancy

## Patrimoine
- De nombreux châteaux et maisons fortes sont recensés dans la liste des châteaux de Meurthe-et-Moselle.
- Les principaux monuments du patrimoine mondial sont détaillés dans les articles de la catégorie « Patrimoine mondial à Nancy » :

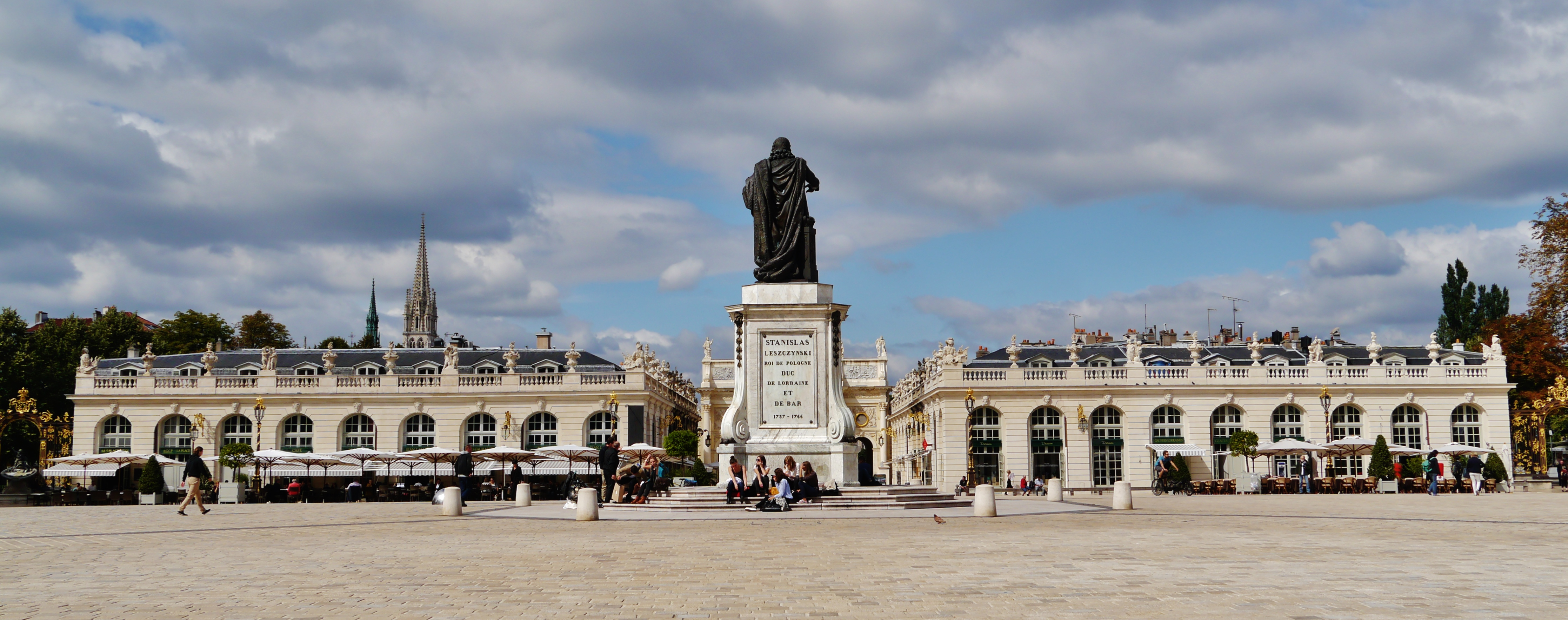
Place Stanislas

### Monuments historiques
Nancy possède de nombreux monuments historiques ;

### Art public

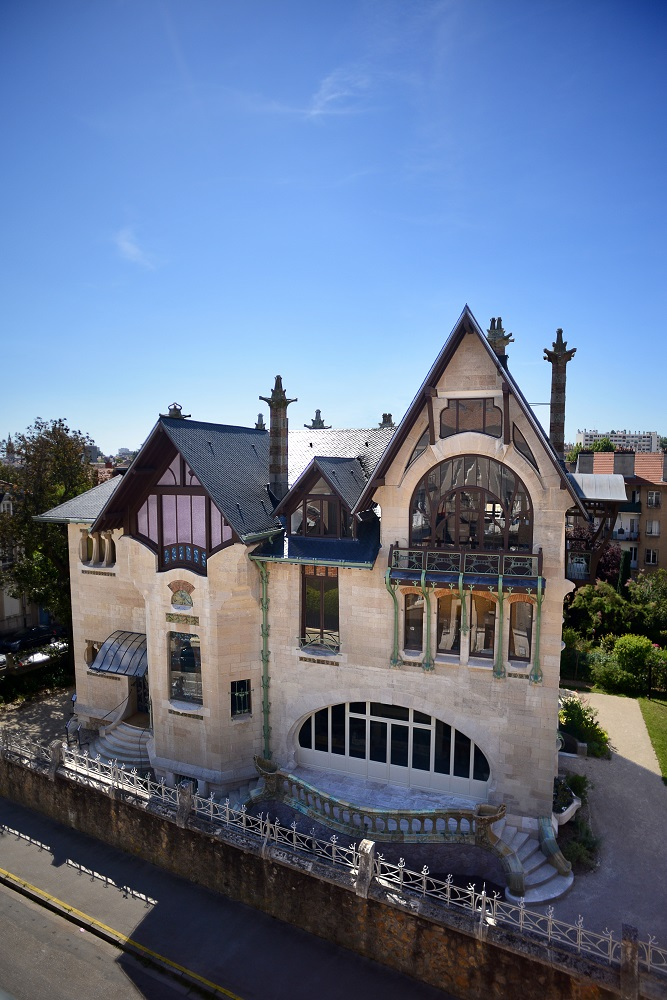
Villa Majorelle

#### L'école de Nancy
Sur les 250 bâtiments "école de Nancy" recensés, environ une cinquantaine sont protégés au titre des monuments historiques :
Ses fondateurs ont fait la renommée de Nancy :
- Émile Gallé
- Victor Prouvé
- Louis Majorelle
- Daum Frères
- Eugène Vallin

### Sites
Le département compte 17 sites naturels classés et 20 sites inscrits : 

### Musées
Les musées en Meurthe-et-Moselle sont très nombreux :
dont la plupart sont labellisés 

Parmi eux, se distinguent le Musée lorrain, Musée de l'École de Nancy et le Musée des Beaux-Arts de Nancy avec de belles œuvres à admirer : 
.

### Bibliothèques
- Bibliothèque universitaire
- Bibliothèque municipale de Nancy
- Bibliothèque diocésaine de Nancy
- Bibliothèque américaine de Nancy
- Village du livre à Fontenoy-la-Joûte[3]

## Académies et Sociétés savantes
La Société royale des sciences et belles-lettres de Nancy fondée par Stanislas roi de Pologne en 1750 
.
La Société d'histoire de la Lorraine et du Musée lorrain, anciennement Société d'archéologie lorraine et du Musée lorrain fondée en 1848.
Parmi les savants nés en Meurthe-et-Moselle, il y a Henri Poincaré.

## Folklore et traditions

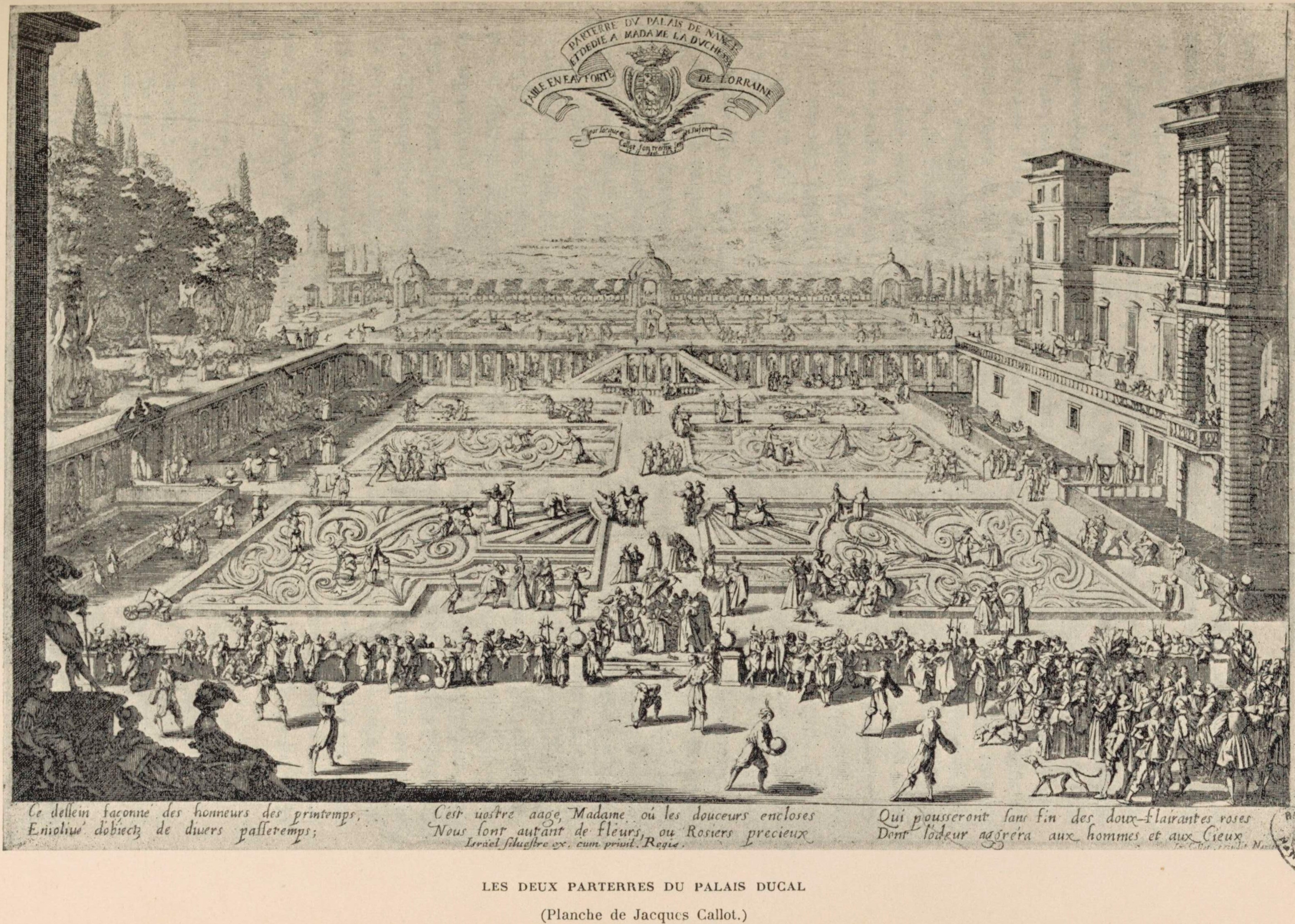
Festivités au Palais Ducal (Jacques Callot)

### Folklore
- Le patois lorrain dont le lotharingisme qui est une déformation régionale lorraine d'un mot d'origine française ou une tournure spécifique au français de Lorraine et dont Fernand Rousselot est à son service et à celui des traditions populaires ainsi que le linguiste Jean Lanher.
- La littérature lorraine évoque la vie quotidienne comme les contes de Fraimbois.
- L'humour avec George Chepfer qui caricature la manière de parler des paysans lorrains et compose des saynètes comiques.
- Aquacité et les 24 heures de Stan[4] sont les manifestations humoristiques annuelles des étudiants nancéiens.

### Traditions
- L'évêque Nicolas de Myre est le saint patron de la Lorraine. Le chevalier Aubert de Varangéville, lors de son retour des croisades, a ramené une phalange du saint depuis la ville de Bari en Italie jusqu'au village de Port sur la Meurthe, aujourd'hui Saint-Nicolas-de-Port en Meurthe-et-Moselle. Le duc René II l'officialisa comme saint patron après la bataille de Nancy de 1477[5].
Le 6 décembre est fêtée la Saint-Nicolas. À cette occasion les enfants reçoivent des jouets, des figurines en pain d'épices ou en chocolat et des bonbons. De nombreux défilés et feux d'artifice sont organisés dans le département ainsi que le pèlerinage de Saint-Nicolas-de-Port.

## Littérature
- Auteurs nés en Meurthe-et-Moselle : Henry Poulet, Philippe Claudel écrivain et réalisateur, Jean Morette dont l'œuvre est consacrée à l'histoire de cette province et aux traditions populaires, Élise Fischer romancière locale, Émile Badel écrivain régionaliste, Pierre Fritsch qui décrit les vallées sidérurgiques de la Lorraine, Jean-Marie Cuny écrivain régionaliste.
- Auteurs qui s'inspirent de vie locale ou d'autres horizons comme Laurent Guillaume,Georges L'Hôte.
- Auteurs venus en Meurthe-et-Moselle dont une partie des œuvres traite du département : Émile Moselly, Michel Caffier.
- Beaucoup d'auteurs lorrains sont récompensés par différents prix : Prix Erckmann-Chatrian, prix Moselly, prix Stanislas ou Feuille d'or de la ville de Nancy.

## Bandes dessinées
- Jean-Marc Reiser (1941-1983), Zoé Thouron (1989),

## Musique et danse

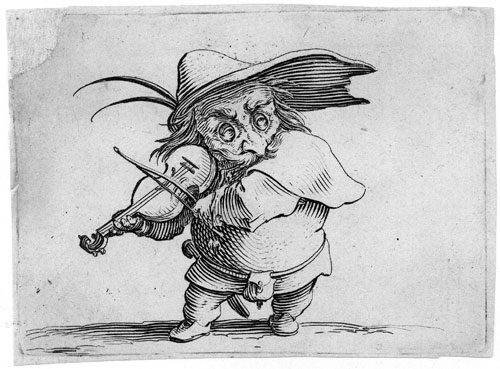
Le violoniste
par Jacques Callot

- Conservatoire à rayonnement régional du Grand Nancy propose la formation en musique, art dramatique et chorégraphie.
- Orchestre de l'Opéra national de Lorraine donne une quarantaine de concerts par an.
- Ballet de Lorraine dont Patrick Dupond fut directeur entre 1988 et 1991.
- Music Academy International est un centre de formation professionnelle musicale avec plus de 120 pédagogues.
- Plusieurs groupes de musique ont été fondés à Nancy :

## Chant
- Charlélie Couture artiste aux multiples facettes : chanteur, compositeur, peintre, écrivain, graphiste et photographe.
- Tom Novembre chanteur et acteur, frère de Charlélie Couture.
- Jérôme Anthony chanteur et animateur de télévision.
- Najoua Belyzel

## Dessin, peinture et gravure
- Peintres nés en Meurthe-et-Moselle : Jacques Majorelle (1886-1962), Gilles Fabre (1933-2007), Paul-Émile Colin (1867-1949), Paul Rémy, Henri Royer (1869-1938) portraitiste et paysagiste, Étienne Cournault peintre, graveur et décorateur   ...
- Peintres ayant des œuvres relatives à la Meurthe-et-Moselle :
- Dessinateurs de presse Philippe Delestre
- Grandville (1803-1847) caricaturiste de presse
- Jacques Callot

## Sculpture
Sculpteurs nés dans le département : 
- La famille Adam célèbre dynastie de sculpteurs lorrains des XVIIe et XVIIIe siècles originaires de Nancy.
- Georges Condé (1891-1980) peintre, sculpteur, céramiste et marionnettiste.

Maîtres anonymes :
- Maître de Pont-à-Mousson début du XVe siècle.

## Cinéma et télévision

### Films
De nombreux films ont été tournés à Nancy et en Meurthe-et-Moselle :
- Les Âmes grises (film)
- Bye Bye Blondie (film)
- Divine Émilie
- L'Étrange Couleur des larmes de ton corps
- Henry (film, 2010)
- Il y a longtemps que je t'aime (film, 2008)
- Le Miracle des loups (film, 1961)
- Le Temps de la désobéissance
- Ville à vendre
- Une femme française

Voir la liste de films tournés dans le département de Meurthe-et-Moselle.

### Personnalités
Acteurs et réalisateurs nés en Meurthe-et-Moselle :
- Pierre Grasset (1921-2010), Philippe Claudel (1962), Pierre Deladonchamps (1978)

## Photographie
- Richard Bellia (1962)

## Artisanat
- Faïenceries et émaux de Longwy
- Faïencerie de Lunéville-Saint-Clément
- Faïencerie Toul-Bellevue
- Verrerie-cristallerie de Vannes-le-Châtel

### Entreprises du patrimoine vivant
Entreprise du patrimoine vivant est un label officiel français, créé en 2005, délivré sous l'autorité du ministère de l'Économie et des Finances, afin de distinguer des entreprises françaises aux savoir-faire artisanaux et industriels jugés comme d'excellence.
- Cristallerie Daum
- Cristallerie de Baccarat
- France Cartes

## Langue
- Trésor de la langue française est un dictionnaire établi à Nancy par Centre de recherche pour un Trésor de la langue française en 1960. Après une version papier en 16 volumes, il propose une version informatisée en accès libre.

## Gastronomie

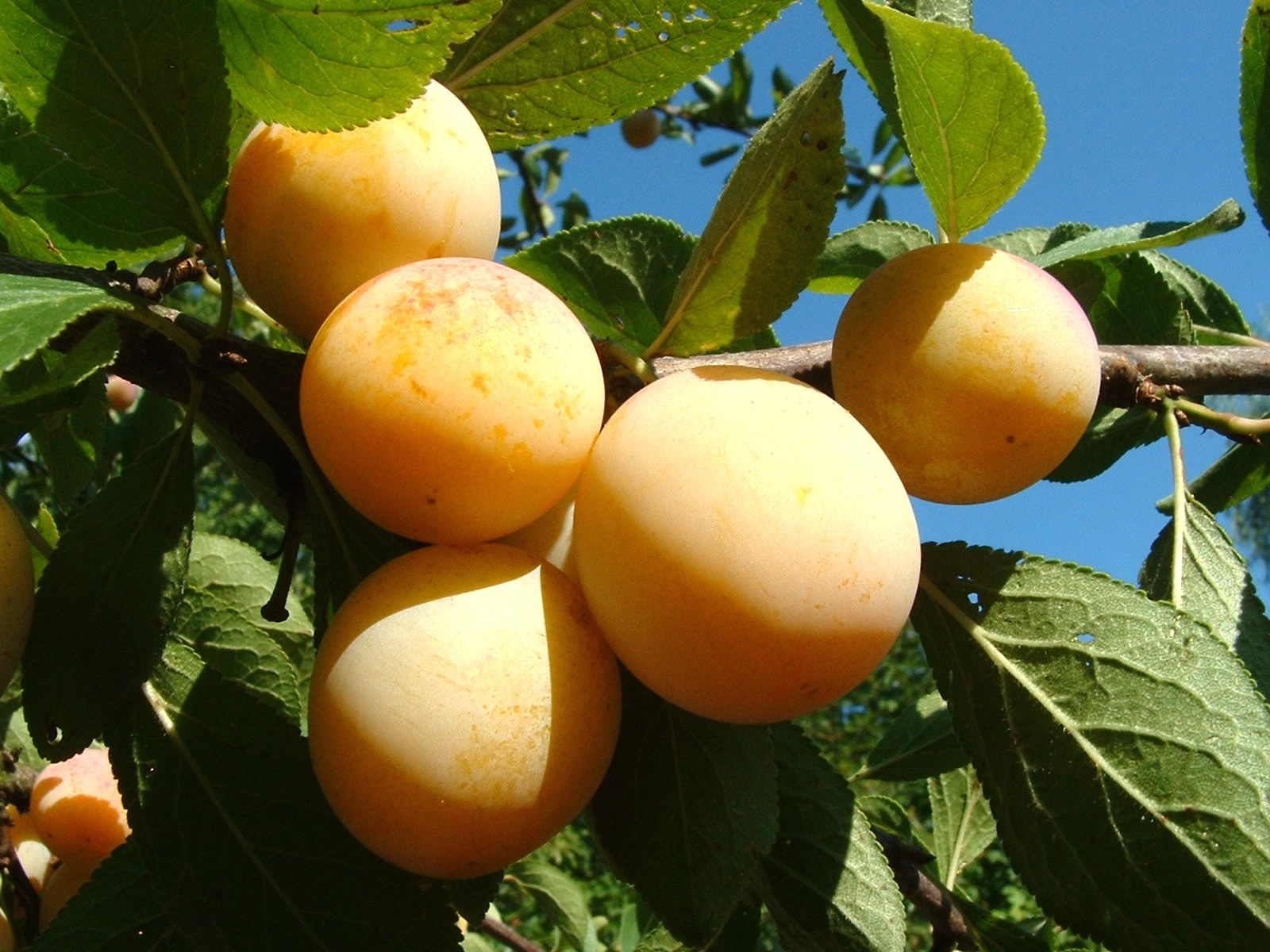
Mirabelle

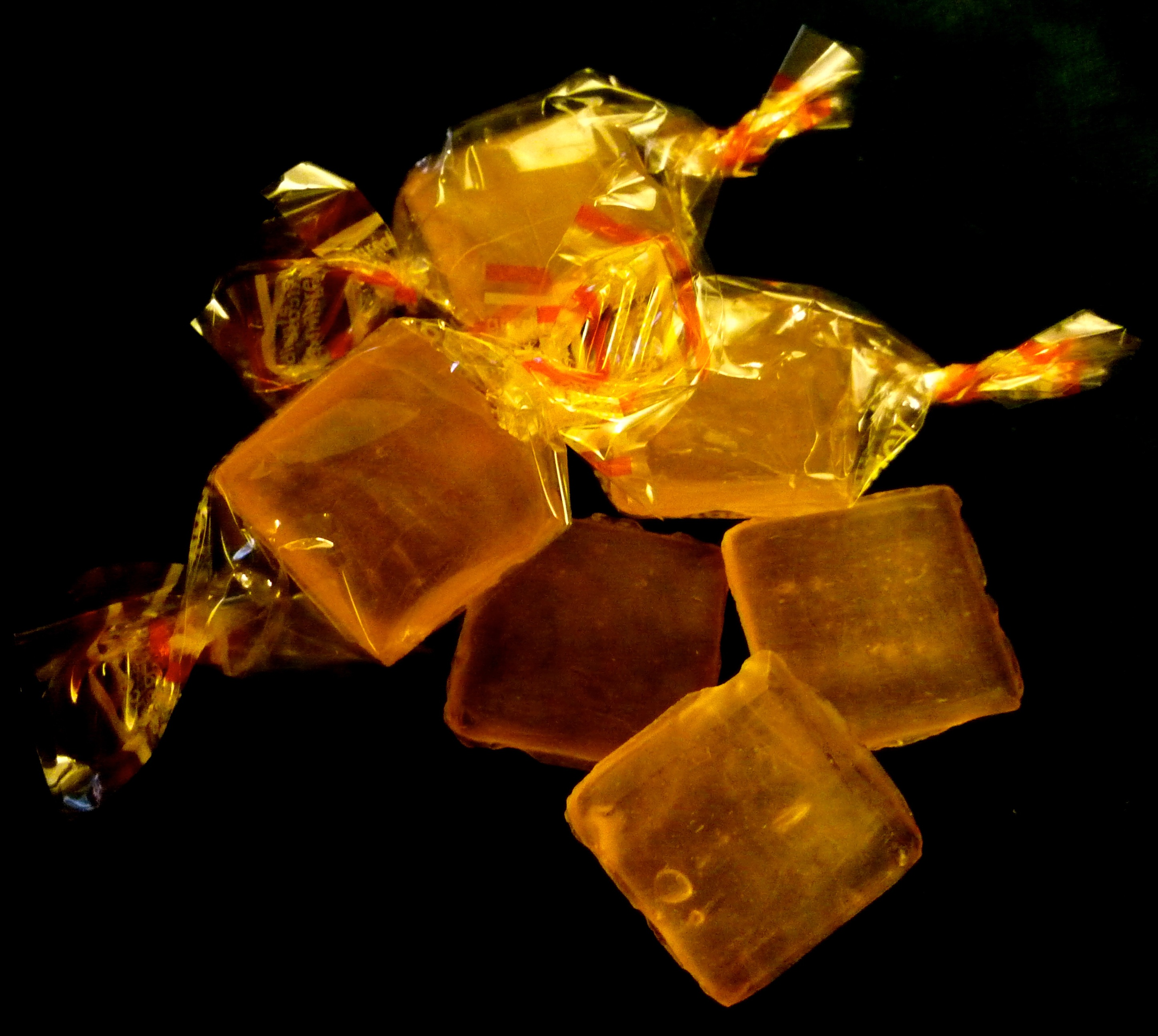
Bergamote de Nancy

Les nombreux plats traditionnels, charcuteries, desserts, pâtisseries et confiseries utilisent tous des produits locaux sans oublier les boissons, vins, eau-de-vie et bières qui font également la renommée du département de Meurthe-et-Moselle.
- Pâté lorrain est originaire de Baccarat
- Mirabelle dont la variété Mirabelle de Nancy est cultivée dans le Saintois
- Côtes-de-toul est un vin classé AOC
- La brasserie Tourtel de Tantonville fut la première à produire de la bière de Lorraine, ensuite ce fut au tour de la Brasserie Champigneulles sans compter, à présent, sur la bière artisanale locale qui est en pleine expansion
- Bouchée à la reine inventée par la reine de France Marie Leszczynska, fille de Stanislas
- Baba au rhum inventé par Stanislas en ajoutant du rhum à son gâteau trop sec
- Macaron de Nancy inventé par des sœurs d'un couvent nancéien
- Bergamote de Nancy connue depuis au moins le début du XVIIIe siècle

## Publications culturelles
- Le Pays lorrain, revue trimestrielle qui est depuis 1951 le journal officiel de la Société d'Histoire de la Lorraine et du Musée Lorrain.
- CAN, Culture à Nancy, revue culturelle de la ville de Nancy[6].